# Philipp Ernst (Hohenlohe-Waldenburg-Schillingsfürst)
Philipp Ernst Graf, seit 1744 Fürst, zu Hohenlohe-Waldenburg-Schillingsfürst (* 29. Dezember 1663 in Schillingsfürst; † 29. November 1759 ebenda) war ein regierender Graf und seit 1744 Fürst aus der katholischen Linie Waldenburg-Schillingsfürst des Hauses Hohenlohe.

## Herkunft
Graf Philipp Ernst war ein Sohn von Graf Ludwig Gustav zu Hohenlohe-Waldenburg-Schillingsfürst (* 1634; † 1697) und dessen Ehefrau Maria Eleonore von Hatzfeld (* 1632; † 1667). Wie seine Mutter gehörte er der römisch-katholischen Kirche an. Sein vormals calvinistisch erzogener Vater war 1667 zum katholischen Glauben konvertiert.

## Leben
Zunächst war Philipp Ernst für eine geistliche Laufbahn als katholischer Kleriker vorgesehen und hatte schon Stellen als Domkapitular in Mainz und Köln erlangt, als er nach dem frühen Tod seines älteren Bruders Friedrich Hermann 1675 mit päpstlichem Dispens zum Erbgrafen auserkoren wurde. Nach dem Tod des Vaters war Graf Philipp Ernst seit 1697 Senior der Linie Hohenlohe-Waldenburg und seit 1715 bis zu seinem Tod Senior des Gesamthauses Hohenlohe. 1699 bekam er die Ehrenstelle eines k.k. wirklichen Kämmerers zugesprochen und 1701 war er auch Nachfolger auf der Stelle seines Vaters als Gesandter des Heiligen Römischen Reichs. Zudem war er auch Geheimrat des Kurfürsten von Mainz und des Fürstbischofs von Würzburg.
Während des spanischen Erbfolgekriegs hatte Graf Philipp Ernst einen Briefwechsel mit der Schwester seiner damaligen Frau Franziska Barbara (* 1666; † 1718), Eleonora Antonia von Haslang, geb. von Weltz (* 1668; † 1719), die mit dem bayerischen Freiherrn Ferdinand Johann Josef von Haslang († 1703) verheiratet war. Dabei ging es um den Erlass von Schulden, bei der sich die Schwägerin Hilfe von ihrer reichen Schwester erbat. Da das Kurfürstentum Bayern zu der Zeit Kriegsgegner des Kaiserhauses war und der Geheimdienst des Kaisers den Briefwechsel abfing, wurde Graf Philipp Ernst des Hochverrats bezichtigt und von österreichischem Militär in Schillingsfürst gefangen genommen und über Eger nach Wien gebracht. Obwohl der Vorwurf eigentlich haltlos war, wurde er zu einer Strafe von 100.000 Gulden verurteilt. Versuche, die Strafe zu verringern, waren erfolglos. Erst nachdem seine Frau die Strafe in voller Höhe gezahlt hatte, wurde Graf Philipp Ernst in Wien wieder freigelassen. Durch ein Dekret vom 16. Januar 1706 bestätigte Kaiser Josef I. die an Philipp Ernst schon 1701 verliehene Würde eines kaiserlichen Geheimrats nunmehr erneut.
Graf Philipp Ernst veranlasste den barocken Neubau des Schlosses in Schillingsfürst, der durch Louis Remy de la Fosse erfolgte. Am 21. Mai 1744 erhob ihn Kaiser Karl VII. in den Reichsfürstenstand. 1746 übergab Fürst Philipp Ernst Teile der Regierung an seinen Sohn Karl Albrecht I., der ihn 1753 nach seiner Abdankung vollständig ablöste, so dass Philipp Ernst nur noch als Senior des Gesamthauses weiter fungierte. Am 29. Dezember 1757 stiftete der Fürst an seinem 94. Geburtstag den Hausorden Von der Goldenen Flamme. Bei seinem Tod war der Fürst 95 Jahre alt.

## Familie
Graf Philipp Ernst war zweimal verheiratet. 
Er heiratete in erster Ehe am 22. Juni 1701 Franziska Barbara von Hohenlohe-Neuenstein, geborene von Weltz (* 1666; † 1718). Sie war die sehr begüterte Witwe des Grafen Wolfgang Julius von Hohenlohe-Neuenstein und Erbin von Wilhermsdorf. Aus dieser Ehe stammten vier Kinder, von denen jedoch nur ein Sohn und eine Tochter erwachsen wurden. Obwohl Franziska Barbara vor der Hochzeit zugesichert bekommen hatte, ihre Kinder evangelisch erziehen zu dürfen, änderte ihr Mann dies unter Drohung des päpstlichen Nuntius. Die Ehe und die Kinder wären nicht als ehelich anerkannt worden, falls sie nicht katholisch erzogen worden wären.
- Philipp Ernst von Hohenlohe-Waldenburg-Schillingsfürst (* 1704; † 1759) ⚭ 1732 Franziska Elisabeth von Limburg-Stirum (* 1719; † 1752)
- Caroline Juliane von Hohenlohe-Waldenburg-Schillingsfürst (* 1706; † 1758) ⚭ 1733 Christian Otto von Limburg-Stirum (* 1694; † 1749).

Wegen schwacher Gesundheit schloss Philipp Ernst seinen erwachsenen gleichnamigen Sohn Philipp Ernst bereits zu Lebzeiten als Nachfolger aus. Philipp Ernst jun. starb ohne Nachkommen.
Graf Philipp Ernst heiratete in zweiter Ehe am 7. Januar 1719 Gräfin Maria Anna von Oettingen-Wallerstein (* 1680; † 1749), eine Tochter von Graf Philipp Karl von Oettingen-Wallerstein (* 1640; † 1680) und Eberhardine Sophie Juliane von Oettingen-Oettingen (* 1656; † 1743). Aus dieser Ehe ging der Sohn Karl Albrecht I. (* 29. August 1719; † 25. Januar 1793) hervor, der die Linie Hohenlohe-Waldenburg-Schillingsfürst fortsetzte.